# 하트 커넥트
《하트 커넥트》(일본어: ココロコネクト Heart Connect[*])는 일본의 작가 안다 사다나츠가 쓰고, 시로미자카나가 일러스트를 담당한 라이트 노벨이다. CUTEG에 의해 만화로도 출판되었으며, 드라마 CD와 애니메이션으로도 만들어졌다. 공식 약칭은 코코로코(ココロコ, 한국어판으로는 하트커)이다.

## 스토리

### 개요
- 주로 이야기는 타이치가 1인칭이 되어 설명하지만 다른 사람의 시선에서 바라보는 관점도 많다.
- 랜덤 편은 풍선초가 일으키는 현상이 발생하는 시간이나 대상, 지속되는 정도가 모두 랜덤으로 일어나는 사건을 다룬 편으로 본 이야기이다.
- 타임 편은 단편집으로써 중간중간에 끼워넣어야 할 이야기나 하고 싶은 이야기가 들어있으며 풍선초가 일으키는 현상과는 무관하다.

### 랜덤 편[1]
인간 랜덤
- 9월이 중순부터 1달가량 진행된 인격 교체로 인해 일어난 에피소드이다.
- 타이치와 이오리가 바뀌는 것으로 시작[2]되었으며 여성 부원들의 트라우마를 타이치가 극복시켜주는 내용으로 전개되었다.
- 마지막에는 타이치가 이오리에게 고백을 하였다.

상처 랜덤
- 인격 교체가 끝나고 3주 후부터 1달가량 진행된 욕망 해방으로 인해 일어난 에피소드이다.
- 이나바와 유이의 욕망이 해방되는 것으로 시작[3]되었으며 자신의 진심을 토로하는 되는 현상이기 때문에 이후 모두가 서로 거리를 두게 되었다.
- 전반적으로 이오리의 활약으로 실마리가 풀렸으며 후에 타이치와 이오리 사이에 이나바가 끼어들어 삼각형을 구성하게 되었다.

과거 랜덤
- 1학년 종업식이 있는 날부터 1달가량 진행된 시간 퇴행으로 인해 일어난 에피소드이다.
- 이오리와 유이가 부실에서 갑자기 어린아이가 된 것으로 시작했으며 어린 시절의 기억이 떠올라 모두에게 혼란을 주었다.
- 이오리의 집안 문제가 심각하게 다루어졌으며 이후 이오리는 타이치에 대한 자신의 마음에 대해 다시 생각해본다.

길 랜덤
- 2월 동안 진행된 감정 전이로 인해 일어난 에피소드이다.
- 이오리와 타이치 사이에 가장 먼저 현상이 나타났으며 이후 자신의 감정이 드러나는 것을 두려워한 이오리를 중심으로 이야기가 전개되었다.
- 마지막에는 이오리가 모두에게 사과함으로써 끝이 났으며 타이치와 이오리는 마음 정리를 함으로써 관계를 끝내고 타이치는 정식으로 이나바와 사귀기 시작했다.

가짜 랜덤
- 6월 동안 진행된 환상 투영으로 인해 일어난 에피소드이다.
- 치히로가 이오리로 변신해 타이치에게 접근한 것으로 시작했으며 치히로와 엔죠지를 중심으로 이야기가 전개되었다.
- 치히로와 엔죠지는 변화를 다짐하며 문연부에 정식으로 가입함으로써 끝이 나게 된다.

드림 랜덤
- 9월 중순부터 1달가량 진행된 몽중 투시로 인해 일어난 에피소드이다.
- 풍선초가 현상을 일으킬 것을 예고한 뒤에 일어났으며 타이치와 유이가 몽중 투시를 사용하여 친구들을 도와주는 얘기로 시작되었다.
- 타이치·유이와 이나바·아오키가 대립을 이루었으며 마지막에 유이가 아오키의 마음을 받아들였다.

내일 랜덤
- 2월 말부터 종업식 전까지 일어난 에피소드이다.
- 세 번째들이 야마보기 고교의 학생들을 대상으로 여러 현상을 일으키기 위해 세상과 떨어진 고립 공간에서 실험을 하고 문연부원들이 이를 막고자 하는 이야기가 전개되었다.
- 고립 공간에서의 탈출 방법을 둘러싸고 문연부와 학생회가 대립을 하기도 했으나, 문연부의 활약으로 탈출에 성공하였다.

### 타임 편
클립 타임
- 첫 번째 단편집으로써 4개의 타이틀로 구성되어 있다.[4]
  - 첫 번째 에피소드는 9월 문화제 때 특집호로 게재한 두 교사의 열애설과 관련된 해프닝이다.
  - 두 번째 에피소드는 남성 공포증인 유이가 여학생인 미사키와 데이트를 하는 내용이다.
  - 세 번째 에피소드는 타이치한테 고백한 이후로 이나바를 주인공으로 전개되었다.
  - 네 번째 에피소드는 문연부가 1학년생 신입부원을 모집하는 과정을 그렸다.

스텝 타임
- 두 번째 단편집으로써 4개의 타이틀로 구성되어 있다.[5]
  - 첫 번째 에피소드는 문연부가 탄생한 이후 부원들이 친해지게 되는 얘기를 다룬 내용이다.
  - 두 번째 에피소드는 이오리와 이나바가 1년 전 자신들이 친해지게 된 계기를 문연부원 5명에게 설명해주는 얘기로 전개되었다.
  - 세 번째 에피소드는 쿠리하라가 타이치-이나바 커플, 이시카와-나카야마 커플, 아오키-유이 커플이 같이 한 트리플 데이트를 그렸다.
  - 네 번째 에피소드는 치히로와 시노가 문연부원 2학년생과 같은 리얼충이 되기 위해 후지시마의 도움을 받게 된 이야기이다.

프레셔스 타임
- 세 번째 단편집으로써 4개의 타이틀로 구성되어 있다.[6]
  - 첫 번째 에피소드는 문연부 부원이 타이치네 집을 방문했을 때, 리나가 부원들을 채크하면서 벌어지는 내용이다.
  - 두 번째 에피소드는 두 사람이 짝을 지어서 승부를 해가는 커플 로열 배틀이다.
  - 세 번째 에피소드는 치히로와 시노가 1학년 신입생들을 문연부에 가입시키려는 이야기이다.
  - 네 번째 에피소드는 이오리가 교사라는 자신의 꿈을 정해가는 과정을 그렸다.

## 등장 인물

### 사립 야마보시 고등학교

#### 문화연구부
야에가시 타이치(八重樫 太一)
- 1학년 3반 → 2학년 2반 → 3학년 4반(이과)
- 키는 비교적 큰 편이며, 말수가 적고 배려 깊은 성격이다. 남이 고민하고 있거나 고통받는 일이 있으면 어떻게든 힘이 되고 싶다고 생각하며, 다른 사람이 상처받는 것을 싫어해서 자신이 상처를 입는 편이 더 낫다고 여겨 남이 싫어하는 일을 도맡아하는 경향이 있다.[7] 사람 좋은 성격이라 반 내에서 제법 인기도 있는 모양이다. 이야기하는데에 능숙하지 않으며 가위바위보에 약하다. 비교적 냉정한 성격으로 금방 뜨거워지지 않지만 취미인 프로레슬링 관련 얘기가 나오면 금방 뜨거워진다. 무뚝뚝해보이기도 하지만 감정 변화가 얼굴에 그대로 드러나 알기 쉽기도 하며 둔하기도 하고 표정이 많지 않아 그런 면에서 이오리를 부러워하기도 한다. 여동생의 숙제를 봐주는 등 여동생을 아끼지만 너무 과해서 이나바의 불만을 사기도 한다. 이오리에게 고백했으나 서로의 사랑을 확인하고 친구 사이로 남게 되었다. 지금은 이나바와 사귀고 있으며, 이름으로 부르기 시작하였다.

나가세 이오리(永瀬 伊織)
- 1학년 3반 → 2학년 2반 → 3학년 1반(문과)
- 학년 최고의 미소녀이며,[8] 뒷머리를 모아 고무밴드로 한 데 묶어놓은 것이 트레이드 마크이다(2학년에 올라오면서 머리를 풀었다). 문연부의 부장이며, 분위기 메이커 역할을 하고 있다. 평소에도 천진난만하고 활달한 성격이며, 가끔 대담한 행동을 보이기도 하지만 어두운 면을 보이기도 한다. 분위기 전환이 빠르며 답답하거나 무거운 공기를 싫어해서 깨부수고 싶어 한다. 화가 나면 제법 무서우며 문연부 내에서는 이나바에 대항할 수 있는 유일한 존재이다. 묘하게 예리한 면이 있으며 기초 체력도 좋아 마음먹고 달리면 따라잡기 힘들다. 어머니가 재혼을 하여 아버지가 5명이나 있었기 때문에 거기에 맞춰 상대가 원하는 자신을 연기한 결과 현재 자신의 정체성에 대해 혼란스러워하고 있었다. 타이치에게 호감을 가졌고 고백도 받았지만 지금은 타이치와 이나바의 사랑을 응원해주고 있다.

이나바 히메코(稲葉 姫子)
- 1학년 3반 → 2학년 4반 → 3학년 4반(이과)
- 흑발의 미인으로 말투나 행동이 보이쉬한 면이 있다. 정보 수집과 분석이 특기이며 덕분에 부원들의 사적인 정보도 많이 알고 있다. 문연부의 부부장이지만 풍선초가 현상을 일으키면 페이스를 주도하는 등 사실상의 부장 역할을 하고 있다. 냉정하고 논리적이지만 실제로는 마음이 여리고 약한 편이다. 타이치와 이오리를 연결해주려고 노력했으나 타이치에 대한 자신의 마음을 인정하고 지금은 타이치와 사귀고 있다. 타이치와 사랑을 나눌 때는 평소의 모습은 온데간데 없이 헤롱헤롱거리기 때문에 이오리로부터 헤롱방이라는 말을 듣기도 한다.[9] 남들을 상처입히지 않고 또한 누구에게 상처를 입지 않을 정도의 대인 관계를 지향했고 덕분에 누구와도 깊은 우정을 맺지 못한 채 혼자서 지냈으나 고등학교에 들어와 처음으로 마음을 터놓고 사귀게 된 친구들이 생겼고 그런 문연부를 소중히 여긴다.[10] 남자 형제 뿐이라서 여린 면을 보이는 것을 극도로 경계하며 이름으로 불리는 것을 싫어한다.[11] 이오리와는 누구보다도 친한 동성 친구로써, 이오리에게 이나방(いなばん)이라고 불린다. 생각대로 일이 풀리지 않거나 할 때 손톱을 깨무는 버릇이 있으며 결벽증도 있다. 문연부 내에서 가장 성적도 높고 아는 것도 많지만 의외로 요리와 운동에 약하며 과학 과목이 취약하다.

키리야마 유이(桐山 唯)
- 1학년 1반 → 2학년 2반 → 3학년 1반(문과)
- 신장 150cm의 작은 몸집에 밤색의 긴 머리카락을 가진 귀여운 외모이다. 어릴 때부터 가라테를 배웠는데 상당한 실력자이다.[12] 하지만 가라테 대회에서 남자에게 압도적인 힘의 차이로 패배한 이후에는 남성 공포증이 생기고 가라테를 그만두었다. 남성 공포증은 타이치와 부원들의 노력으로 치유되었고 가라테도 다시 시작했다. 감수성이 강하며, 가라테를 했던 것의 반동 때문인지 고등학교에 들어온 이후 귀여운 것에 집착하는 것이 심해졌다. 놀렸을 때의 반응이 재밌어서 자주 놀림을 당하기도 한다. 굉장히 올곧고 정의감에 넘치는 마음을 가지고 있다. 적극적으로 어프로치해오는 아오키를 무시하거나 심하게 대했지만 지금은 마음을 받아들여 사귀고 있는 중이다.

아오키 요시후미(靑木 義文)
- 1학년 1반 → 2학년 4반 → 3학년 1반(문과)
- 상당한 장신이며 머리는 파마를 살짝 한 듯하고 조금 긴 편이다. 시험에서는 낙제점을 받을 정도이지만 본인은 별로 걱정하지 않는다. 항상 순간순간을 즐기는 것을 모토로 삼고 살아가고 있다.[13] 모자란건지 똑똑한건지 바보인지 대단한건지 아무 생각도 없는 건지 본질을 꿰뚫어 보고 있는 건지 알 수 없으며 촐랑거리고 한심해 보이기도 하지만 굉장해 보이는 면을 보이기도 한다. 문연부원 중에서는 가장 아이같으면서도 가장 어른다운 인물이다. 반에서는 분위기 메이커 역할을 한다. 어린 시절 소꿉친구였던 나나와 사귀었던 적이 있다. 유이에게 호감이 있어 적극적으로 어프로치하며 항상 무시당해도 포기하지 않고 시도한 결과 현재 유이와 사귀고 있다.

우와 치히로(宇和 千尋)
- 중학교 1학년 → 1학년 2반 → 2학년
- 적당한 신장에 마른 몸이지만 근육이 있고 균형이 잘 잡힌 체격에 언밸러스하면서 깔끔한 헤어 스타일로 중성적인 얼굴이며 까칠한 성격이다. 유이와 같은 도장에서 가라테를 배우고 있으며 유이에게 이끌려 문연부에 가입하게 되었다. 귀에 피어싱을 하고 있으며 날카로운 눈매는 늠름해 보이기도 하지만 나쁘게 보면 불량해 보이기도 한다. 풍선초에게서 받은 힘을 이용해 문연부를 공격하나 뉘우치고 합류한다. 가지고 싶지만 가질 수 없는 것이 여기에는 있을 것 같아서 문연부에 입부했으며 문연부에 가입한 이후에는 자신의 세계가 변했다고 믿고 있다. 유이를 오랫동안 좋아했었다. 이오리에게 치히-(ちっひ-)라고 불리며 옛날에는 유이를 좋아하기도 했다.

엔죠지 시노(円城寺 紫乃)
- 중학교 1학년 → 1학년 2반 → 2학년
- 동글동글한 눈이며 갈색 머리의 보브 컷으로 강아지처럼 작은 동물 같은 인상을 풍기며 백치미를 자랑하기도 한다. 무엇을 해도 안 된다는 일종의 자기 패배 의식을 가지고 있으며 이를 극복하기 위해 노력한다. 문연부원들이 현실에 매우 충실한 리얼충이라 생각하고 자신도 그 이상에 도달하기 위해 문연부에 자진 입부했다. 소극적인 성격이지만 악의 없이 아무렇지도 않게 독설을 내뱉기도 한다. 대화할 때는 처리 속도가 느려서 뒤늦게 알아차리기도 하며 멍하니 있을 때도 많지만 멍청하진 않은 것 같다. 목소리에 대한 집착이 상당히 강하며 특히 타이치의 목소리를 마음에 들어한다.

고토 류젠(後藤 龍善)
- 1학년 3반 담임 교사 → 2학년 2반 담임 교사 → 3학년 1반 담임 교사
- 문연부의 고문으로 너글너글한 성격이다. 기본적으로 가볍고 게으르고 뭐든 대충 헤치우는 성격이며 솔직하고 친근한 교사를 지향해서 학생들에게는 고쌤(ゴシャム)으로 불린다. 이나바는 경칭 없이 반말로 대한다. 학급 일은 반장에게 모조리 위임하여 교사가 맞는지조차 의문스럽지만 가끔은 의지할 수 있는 듬직한 어른이기도 하다. 학생들을 친구처럼 대하는 스타일을 고수하고 20대 중반(25세)이라 감성도 가까워 학생들로부터 인기도 많다. 풍선초가 부원들의 앞에 나타날 때 자주 몸을 빌리는데 자신의 기억에 공백이 있어도 신경쓰지 않는 몇 안되는 사람이기 때문이라고 이유를 말한 적이 있다. 이오리의 진로 결정에 큰 도움을 두기도 했다. 악기를 프로 못지않게 잘 다루는 의외의 면이 있으며 1학년 때에는 재즈밴드부의 고문도 겸했다. 담당 과목은 물리이다.

#### 그 외 학생
카토리 죠지(香取 讓二)
- 1학년 → 2학년 → 3학년 4반(이과)
- 야마보기 고교의 학생회장으로, 근사한 외모와 거기에 걸맞은 실력을 겸비하고 있다.[14] 문무에 모두 능해서 리더에 잘 어울린다.[15] 3학년이 되고, 12월에 나가세에게 고백했으나 거절당한 적이 있다.

후지시마 미야코(藤島 麻衣子)
- 1학년 3반 → 2학년 2반 → 3학년 4반(이과)
- 1학년 3반의 반장이었으며 지금은 학생회 집행부 소속이다. 품행 방정, 성적 우수, 교사로부터의 신뢰가 두둑한 우등생이다. 사랑의 전도사나 연애의 신으로 불리며 친구들의 연애 상담을 들어주며 도와주지만 정작 자신의 사랑에는 둔하다. 3반의 반장으로써 학급의 사랑과 평화를 지키는 역할을 하고 있었지만 2학년 올라와서 반장 자리를 빼앗기자 자신감을 잃어 무력해 보이는 모습[16]을 보여주나 가끔 원래대로 돌아올 때도 있다. 최근에는 다시 연애 전도사로써의 역할에 충실한 듯하다. 아버지가 경찰의 고위 간부라서 이나바가 자주 접근하기도 한다. 불독을 키우고 있으며 매일 트레이닝을 하는 듯 자기 관리에 철저하다. 항상 어디서 나타나는지 신출귀몰하여 타이치를 놀래킬 때가 있으며 쓸데없는 백치미를 보여주기도 한다. 기세가 너무 강하고 실천력, 추진력이 남달라 남들이 따라가기 힘들어한다. 커플 로열 배틀 때, 와타세의 고백을 받아주어 사귀고 있다.

와타세 싱고(渡瀬 伸吾)
- 1학년 3반 → 2학년 2반 → 3학년 4반(이과)
- 축구부 소속이며 타이치의 친구이다. 머리는 삐죽삐죽 선 흑발의 울프 헤어로 산뜻한 미남형이고 연애 경험이 많아 여자들로부터 제법 인기도 많다. 후지시마에게 항상 경칭을 쓰며 호의가 있어 커플 로열 배틀 때 고백했고, 지금은 사귀는 중이다. 할아버지의 유언 때문에 돈을 빌릴 때에는 차용증까지 써가면서 확실히 하는 성격이다. 축구부에서는 상당한 실력을 뽐내 차기 에이스 후보로 불린다.

나카야마 마리코(中山 真理子)
- 1학년 3반 → 2학년 2반 → 3학년 1반(문과)
- 서예부 소속이며 이오리의 친구이다. 요즈음에는 드문 양갈래 머리가 어울리며 활발한 성격으로 소문을 좋아하는 수다쟁이이다. 이오리와 친한 타이치와도 자주 연관되며 이시카와와 사귀고 있다.

이시카와 다이키(石川 大輝)
- 1학년 3반 → 2학년 2반 → 3학년 4반(이과)
- 야구부 소속으로 키가 꽤 크며 타이치의 친구이다. 타이치와 유이의 도움으로 나카야마와 사귀고 있다. 약간 무사같은 성격으로 의리있는 성격이다.

쿠리하라 유키나(栗原 雪菜)
- 1학년 1반 → 2학년 2반 → 3학년 1반(문과)
- 육상부 소속이며 유이의 친구이다. 웨이브가 진 밝은 색의 머리이며 서글서글한 인상이다. 유이의 풀이 죽은 얼굴에 약해 고민을 들어주며 무시하지 못하고 도와주려 한다. 평소에는 남을 잘 도와주고 착하지만 화가 나면 엄청 무서워진다. 연애 경험이 풍부하지만 현재 애인은 없다. 자기 일이 잘 풀리지 않으면 주위 사람들에게 시비를 거는 버릇이 있다.

오오사와 미사키(大沢 美咲)
- 1학년 3반 → 2학년 → 3학년
- 육상부 소속으로 짧은 머리이며 키가 큰 편이다. 후지시마의 주선으로 유이와 데이트를 하였으며 지금은 친구 사이이다. 같은 육상부인 유키나와 친한 사이로, 언니처럼 잘 돌봐주고 있다.

세토우치 카오루(瀬戸内 薫)
- 1학년 3반 → 2학년 2반 → 3학년 1반(문과)
- 2학년 2반의 반장이며, 봉사활동부 소속이다. 예전에 좋아하던 사람이 있었는데 그를 따라 무리하게 불량한 아이 역할을 하여 1학년 때에는 염색을 한 긴 머리에 불량한 아이들과 어울려 다녔지만 2학년부터는 머리를 자르고 검은색으로 염색하여 이미지 체인지를 하였다. 후지시마에게는 반장 자리를 빼앗은 것 같아 미안한 감정이 있는 듯하다. 시로야마를 좋아하며 그의 고백을 거절한 이오리와 심하게 다투었으나 지금은 친한 친구가 되었다. 시로야마와는 연인 사이이다.

시로야마 쇼토(城山 翔斗)
- 1학년 3반 → 2학년 → 3학년 1반(문과)
- 재즈밴드부 소속으로 이오리를 좋아하여 고백했다가 거절당한 적이 있다. 요즘 세상에선 희귀종인 상큼한 미남형으로 여자들에게 인기가 많다. 반쯤 장난으로 별명이 왕자이다.

#### 그 외 교사
히라타 선생님({{lang|ja|平田 先生)
- 1학년 1반 담임교사였으며 지금은 불명이다. 담당 과목은 수학이다.
- 얼굴, 스타일, 성격의 3박자를 갖춘 보기 드문 인재로 가볍고 활달한 성격의 소유자이다. 다소 백치미가 있으며 다나카 선생님과 사귀고 있다.

다나카 선생님(田中 先生)
- 담당 과목은 일본사이다.
- 중년의 나이이며 히라타와 사귀고 있으며 학생들 앞에서 공개 고백을 하였다. 동아리 예산 편성에 제법 영향력이 있다.

### 실체가 없는 캐릭터
풍선초들(ふうせんかずらたち)
- 이 설명은 풍선초들의 전반적인 특징을 서술한 것으로, 실제 이런 이름의 캐릭터는 존재하지 않는다.
- 한두 개체가 복수로 이루어져 있는 존재이다. 세계 곳곳에서 현상을 일으키고 있으며, 현상 속에서 재미를 찾아내고 재미있어지면 현상을 끝내는 것을 반복한다.[17] 인간 관계와 마음의 움직임에 흥미가 있지만 정작 인간 마음의 미묘한 조짐에 대해서는 잘 모른다. 현상을 일으켜서, 인간의 마음을 붕괴시키는 것도 가능하지만 생명 그 자체를 어찌할 수는 없다.

풍선초(ふうせんかずら)
- 문연부원들에게 특수한 현상을 일으키고 그 상황을 관찰하며 재미있는 것을 즐긴다.[19] 평소에는 의욕, 근성, 용기나 생기가 없어서 축 처져 있는 모습이지만 치히로와 엔죠지와의 만남 이후 약간 변한 듯한 인상을 남겼다. 유이와 정면으로 싸워서 이길 정도로 격투에 능하며 상대방의 말에는 신경 쓰지 않고 자기 할 말만 하며 질문에도 제대로 대답하지 않는 등 마이 페이스를 고수하며 혼잣말도 자주 한다. 고토의 몸을 자주 빌리며 종종 이오리의 몸을 빌리기도 하는데 실제 모습은 알 수 없다. 문연부원 개개인보다는 문연부라는 하나의 집합체에 관심이 있는 듯하다. 현상을 일으켜 문연부를 힘들게 하지만 본인 스스로는 적대 관계가 될 생각은 없다고 한다. 문연부원들에게 현상을 일으켰던 기억을 잃고 싶지 않아서 문연부원들과 손을 잡아 세 번째들과 대립하게 되었다.

두 번째(二番目)
- 상대의 말을 무시하고 자기 할 말만 하는 점은 풍선초보다도 심하다. 시간 퇴행을 일으킨 이후 직접적으로 나타나진 않았지만 계속해서 관찰하고 있다. 풍선초에 대해서 흥미가 있는 듯하다. 고립 공간에 갇혔을 때는 풍선초와 함께 문연부를 돕기도 했다.

세 번째(三番目)
- 현상을 일으키면 1~2주 내로 현상을 종료시키고 기록 말소를 시켜야 하지만 풍선초가 이 규칙을 깨자 직접 문연부원들의 기억을 소거하러 왔다. 하지만 문연부원들의 현상과 관련된 1년 이상의 기억에서 현상과 관련된 부분만 지우는 것은 힘들기 때문에 야마보시 고교 전체의 학생들에게 될 수 있는 만큼 현상을 실험해보고 모두의 기억을 통째로 지우는 강제 종료를 계획하고 있다.

### 기타 등장인물
야에가시 리나(八重樫 莉奈)
- 초등학교 5학년 → 초등학교 6학년 → 중학교 1학년
- 타이치의 여동생으로 오빠와 사이가 매우 좋고 아침에 자고 있는 오빠를 깨우러 가는 일도 많다. 솔직하고 밝은 성격으로 어른티가 나는 소녀이다. 타이치는 여동생을 무척 아끼고 본인도 좋아하지만 가끔은 아이 취급을 하는 것에 대해 불만이 많다.

나가세 레이카(永瀬 玲佳)
- 이오리의 어머니로 현재는 혼자서 딸을 키우고 있지만 어딘가 세속을 벗어난 인상을 하기도 한다. 이오리의 친아버지와 사별한 뒤 재혼을 4번이나 했다. 하지만 마지막 남편이 죽고 난 뒤에는 이오리를 힘들게 했다고 생각하여 지금은 둘이서 살고있다.

키리야먀 안즈(桐山 杏)
- 중학교 1학년 → 중학교 2학년 → 중학교 3학년
- 유이의 여동생으로 언니보다 키가 크고 활발하며 믿음이 강하다. 언니가 가라테를 그만둔 이유를 모르며 그 시절의 언니가 멋졌다고 생각한다.

미하시 치나츠(三橋 千)
- 유이가 가라테를 했던 시절의 알았던 사이로 친구라기보다는 라이벌 관계이다. 무서운 인상이지만 제법 여자애다운 면이 있으며 가라테로는 유이에게 한 번도 이긴 적이 없다. 전국 체전에서 유이와 대결하길 바라며 약속을 했으나 유이는 까맣게 잊어버리고 가라테를 그만둬서 다툼이 있었다. 하지만 이후 유이가 약속을 떠올리고 다시 가라테를 시작함으로써 사이가 좋아졌다.

니시노 나나(西野 菜々)
- 아오키의 어린 시절 친구이며 여자친구였다.[22] 아오키가 롱헤어를 좋아해서 머리를 길렀지만 이사간 뒤에는 머리를 잘랐다. 유이와 많이 닮았지만 머리 모양이 다르다.

## 용어

### 야마보시 고교
사립야마보시고등학교(私立山星高校, しりつやまぼしこうこう)
- 본작의 무대가 되는 고등학교로써 자유로운 학풍을 개성으로 삼고 있고 제법 괞찮은 진학 실적을 가졌다. 동아리 가입이 의무 사항으로 되어 있으나, 교칙은 비교적 느슨하다.
- 동아리 활동을 강제하는 이유는 학생들이 동아리 활동에 힘씀으로써 비행을 저지르는 원인을 줄이고, 자립성을 기르게 하기 위한 것이다.
- 동쪽 교사 뒤는 교내에서 한가한 장소 중 한 군데로 사람들 눈에 잘 띄지 않는 지리적 이점으로 고백 장소로 인기가 높다.
- 체육관은 전교 조례나 다른 행사로도 사용되는데 농구 코트 3개분의 크기를 자랑한다.
- 7월에는 체육대회를, 9월에는 문화제를 개최하며 이 기간에는 학교 전체가 들뜬 분위기에 휩싸인다.

문화연구부(文化研究部, ぶんかけんきゅうぶ)
- 줄여서 문연부라고 자주 말하며, 부장은 이오리,[23] 부부장은 이나바(실질적인 부장)이다.
- 고문은 고토이며, 부실은 방동 4층의 401호실이다.[24]
- 동아리 활동 내용은 기존의 틀에 얽매이지 않는 다양한 분야에 대한 광범위한 문화 연구 활동이지만 스스로들은 '뭐든 가능함'이라는 말로 해석하고 있다.
- 동아리 가입 때, 제때 부를 정하지 못한 학생 5명을 모아 완성된 불규칙적인 동아리로[25] 매월 「문연신문」을 만드는 활동 이외는 각자 자유롭게 보내고 있다.

문연신문(文研新聞, ぶんけんしんぶん)
- 문화연구부에서 펴내는 교내 신문으로 동아리로서 인정받기 위함과 동시에 동아리 창립 조건으로 발행한다.
- 5명이 취재를 하여 자료를 전해주면 이나바가 최종적으로 정리한다.
- 기사 내용은 문연부원들이 좋아하는 내용을 쓰고 있으며 월간이다. 친구들이 주로 고정 독자층이지만 제법 인기도 있는 듯하다.
- 매회 후기도 작성하는 듯 구조는 갖춰져있는 제대로 된 신문이다.
- 9월 문화제 때 낸 특집호에서 히라타 선생님과 다나카 선생님의 열애설을 보도함으로써 둘을 공개 연애로 이끌었다.
- 풍선초가 일으키는 현상으로 인해 발행이 늦어지는 경우가 많아지고 있다.

### 현상
현상(現象, げんしょう)
- 풍선초들이 일으키는 알 수 없는 초현실적인 힘으로 인해 일어나는 것이다. 인격 교체, 욕망 해방 등등 종류도 제법 많은 듯 하다.
- 풍선초들은 현상을 일으킨 뒤 다른 사람의 몸을 빌려서 현상에 대해 설명을 해주고, 이후 이것을 관찰하는 형식으로 진행된다. 현상은 1~2주 정도 지속되며, 재미있었다고 만족하면 스스로 현상을 끝낸다. 하지만 현상이 외부로 새어나갔을 때, 사회에 문제가 될 정도로 일이 커졌을 때, 누군가의 마음이 완전히 망가졌을 때 기록 말소를 하기에 힘이 들거나 불가능하다고 판단될 때에는 강제 종료를 발동하기도 한다.

인격 교체(人格 入れ替わり, じんかく いれかわり)
- 풍선초가 일으킨 첫 번째 현상으로 사람과 사람의 정신이 교체되는 현상이다.
- 둘 사이에 일어나는 것이 보통이지만 둘 이상에게도 일어나며, 시간은 짧으면 3분에서 길면 2시간가량 지속된다.
- 하루에 보통 1~8번 정도 일어난다.

욕망 해방(欲望 解放, よくぼう かいほう)
- 풍선초가 일으킨 두 번째 현상으로 마음 속에 품은 욕망을 발산하게 되는 현상이다.
- 수 많은 욕망 중 그 순간 가장 강하게 품은 욕망을 해방하는 것으로 머리에서 목소리가 들린 이후 몸이 뜨거워지고 정신이 분리되는 듯한 기분을 느낀다고 한다.
- 하루에 보통 0~3회 발생하며 욕망 해방이 일어나면 하기 싫어도 몸과 입이 멋대로 움직인다.

시간 퇴행(時間 退行, じかん たいこう)
- 두 번째가 일으킨 현상으로 과거로 회귀하게 되는 현상이다.
- 시간 퇴행이 일어나면 몸이 뜨거워지며 정신 연령과 함께 몸도 어려지며 주위의 인물과 공간을 자기 편한대로 해석하게 된다.
- 시간 퇴행이 일어나는 동안에는 기억이 없지만 돌아온 뒤에는 그 시절의 기억이 떠오르게 된다.
- 처음에는 타이치를 제외한 4명에게만 12시에서 17시까지의 시간에 일어났지만 타이치가 약속을 어겨 시간과 대상이 모두 랜덤이 되었다.

감정 전이(感情 伝導, かんじょう でんどう)
- 풍선초가 일으킨 세 번째 현상으로 자신의 감정이 남에게 전달되는 현상이다.
- 처음에는 속이 안 좋아지고 두통도 났으나 나중에는 익숙해졌다. 풍선초가 비교적 적극적으로 개입하기도 했다.
- 자신이 생각하고 있던 말과 감정이 전달되는데 자신의 감정이 누구에게 전달되었는지 알 수 있으며 받은 사람은 누구의 감정인지 알 수 있으나 자신 외에 누가 받았는지는 모른다.
- 계속해서 일어나면 감정 전이가 잘 터지는 곳에 들어온 것 같다라는 농담을 하는 것을 보아 연속적으로 일어나는 일은 드문 것 같다.

환상 투영(幻想 投影, げんそう とうえい)
- 풍선초가 일으킨 네 번째 현상으로 자신의 모습을 남에게 거짓되게 보이게 하는 현상이다.
- 물리적인 변화가 아니라 상대의 뇌를 조작하는 능력이라서 1:1이 아니면 효과가 없으며 모습을 빌린 상대의 기억까지 읽을 수는 없다.
- 환상 투영으로 변신한 실제 인물이 나타나면 그걸 본 상대는 문연부에 대한 기억을 읽는 것 같다.

몽중 투시(夢中 透視, むちゅう とうし)
- 풍선초가 일으킨 다섯 번째 현상으로 상대방의 원하는 상황을 꿈의 형태로 보이게 하는 현상이다.
- 문연부 7명의 꿈은 볼 수가 없으며 꿈을 읽힌 상대는 그 여부를 알 수 없다. 처음에는 매스꺼운 기분이 들거나 휘청거리는 등의 현상이 있었으나 나중에는 괞찮아지게 된다.
- 하루에 보통 7~8번 정도 일어나지만 의식하게 되면 수십 번도 볼 수 있다. 다만 상대의 꿈을 원해서 볼 수는 없다.

기록 말소(記録 抹消, きろく まっしょう)
- 현상을 일으킨 뒤에 행하는 뒤처리로, 정확히 말하면 현상의 하나는 아니다.
- 랜덤으로, 일시적으로가 아니라 완전히 일생에서 현상과 관련된 흔적을 기억에서 소거하는 것[29]이다.
- 다만 사라지지 않은 물건이나 기록을 보았을 때, 사라졌던 기억이 떠오르는 것은 가능하다.

강제 종료(強制 終了, きょうせい しゅうりょう)
- 현상과 관련된 기억만을 기록 말소하는 것이 어려울 때, 현상이 일어나는 기간 동안의 모든 기억을 제거하는 것으로, 역시 정확히 말하면 현상의 하나는 아니다.

고립 공간
- 세 번째들이 야마보시 고교의 학생들을 대상으로 실험을 하기 위해 만든 특수한 공간이다. 갇힌 채로 나갈 수 없으며[30] 내부에 있는 학생들에게서는 현상이 일어난다.
- 주로 4~5명으로 이루어진 팀 사이에서 현상이 일어난다. 팀은 친한 사람들끼리 뭉친 것으로 자연스럽게 만들어진 것이다.
- 집에 빨리 가고 싶기는 하지만 어쩔 수 없다고 체념하고 있는 상태로,[31] 세 번째들에 의해 암시가 걸린 상태이다.
- 내부에서 일어나는 현상 중 언급된 것은 다음과 같다.
  - 동료들 사이에 무작위로 한 명을 인식하지 못하게 되는, 즉 보이지 않는 상태가 되는 현상. 인식을 못하는 측은 현상에 대한 기억도 잠시 잊게 된다.
  - 가끔 주위 사람을 적으로 보게 되는 현상.
  - 이상한 말이나 거짓말을 하게 되는 현상.
  - 동료들 사이에 무작위로 명령자와 수신자가 정해지는 현상. 수신자는 반드시 명령자의 명령을 시행하게 된다.
  - 동료들이 앞으로 체험하게 되는 일이 보이게 되는 현상. 불과 수십 초 앞의 일을 보는 것이며, 결과까진 보이지 않는다.
  - 동료들 사이에 무작위로 역할이 바뀌는 현상. 다른 누군가의 역할을 하지 않으면 안된다는 강박 관념에 휩싸이게 된다.
  - 동료들 사이에 무작위로 한 명을 좋아하거나 싫어하거나 하게 되는 현상. 그 감정엔 저항할 수 없으며, 감정도 강하게 나타나거나 약하게 나타나거나 한다.

## 라이트 노벨
- 다음은 라이트 노벨의 제목이다.

| 편수 | 일본어판 제목                   | 한국어판 제목                  | 발매 날짜(일본어판) | 발매 날짜(한국어판) | ISBN(일본어판)         | ISBN(한국어판)         |
| ---- | ------------------------------- | ------------------------------ | ------------------- | ------------------- | ---------------------- | ---------------------- |
| 1    | ココロコネクト ヒトランダム     | 하트 커넥트 1 (인간 랜덤)      | 2010년 1월 30일     | 2011년 1월 10일     | ISBN 978-4-04-726290-4 | ISBN 978-89-252-7437-9 |
| 2    | ココロコネクト キズランダム     | 하트 커넥트 2 (상처 랜덤)      | 2010년 5월 29일     | 2011년 2월 10일     | ISBN 978-4-04-726537-0 | ISBN 978-89-252-7554-3 |
| 3    | ココロコネクト カコランダム     | 하트 커넥트 3 (과거 랜덤)      | 2010년 9월 30일     | 2011년 5월 15일     | ISBN 978-4-04-726775-6 | ISBN 978-89-252-7877-3 |
| 4    | ココロコネクト ミチランダム     | 하트 커넥트 4 (길 랜덤)        | 2011년 1월 29일     | 2011년 10월 15일    | ISBN 978-4-04-727030-5 | ISBN 978-89-252-8814-7 |
| 5    | ココロコネクト クリップタイム   | 하트 커넥트 5 (클립 타임)      | 2011년 5월 30일     | 2012년 1월 15일     | ISBN 978-4-04-727280-4 | ISBN 978-89-252-9260-1 |
| 6    | ココロコネクト ニセランダム     | 하트 커넥트 6 (가짜 랜덤)      | 2011년 10월 29일    | 2012년 5월 15일     | ISBN 978-4-04-727585-0 | ISBN 978-89-252-9836-8 |
| 7    | ココロコネクト ユメランダム     | 하트 커넥트 7 (드림 랜덤)      | 2012년 2월 29일     | 2012년 11월 15일    | ISBN 978-4-04-727839-4 | ISBN 978-89-6725-772-9 |
| 8    | ココロコネクト ステップタイム   | 하트 커넥트 8 (스텝 타임)      | 2012년 6월 30일     | 2012년 11월 15일    | ISBN 978-4-04-728122-6 | ISBN 978-89-6725-773-6 |
| 9    | ココロコネクト アスランダム 上  | 하트 커넥트 9 (내일 랜덤 상)   | 2012년 9월 29일     | 2013년 5월 15일     | ISBN 978-4-04-728350-3 | ISBN 978-89-6822-356-3 |
| 10   | ココロコネクト アスランダム 下  | 하트 커넥트 10 (내일 랜덤 하)  | 2013년 3월 30일     | 2013년 11월 15일    | ISBN 978-4-04-728736-5 | ISBN 978-89-6822-940-4 |
| 11   | ココロコネクト プレシャスタイム | 하트 커넥트 11 (프레셔스 타임) | 2013년 9월 30일     | 2014년 6월 11일     | ISBN 978-4-04-729150-8 | ISBN 979-11-5625-599-4 |

## 코믹스
- 패미통 코믹 클리어에서 연재하고 있다. 코믹스 작가는 CUTEG이다.

| 일본어판 제목      | 한국어판 제목   | 발매 날짜(일본어판) | 발매 날짜(한국어판) | ISBN(일본어판)         | ISBN(한국어판)         |
| ------------------ | --------------- | ------------------- | ------------------- | ---------------------- | ---------------------- |
| ココロコネクト (1) | 하트 커넥트 (1) | 2011년 5월 14일     | 2012년 5월 25일     | ISBN 978-4-04-727267-5 | ISBN 978-89-252-9940-2 |
| ココロコネクト (2) | 하트 커넥트 (2) | 2011년 12월 15일    | 2012년 6월 25일     | ISBN 978-4-04-727691-8 | ISBN 978-89-6725-075-1 |
| ココロコネクト (3) | 하트 커넥트 (3) | 2012년 7월 14일     | 2013년 5월 25일     | ISBN 978-4-04-728174-5 | ISBN 978-89-6822-366-2 |
| ココロコネクト (4) | 하트 커넥트 (4) | 2013년 3월 30일     | 2013년 7월 25일     | ISBN 978-4-04-728627-6 | ISBN 978-89-6822-614-4 |
| ココロコネクト (5) | 하트 커넥트 (5) | 2013년 9월 14일     | 2015년 4월 25일     | ISBN 978-4-04-729133-1 | ISBN 979-11-5754-435-6 |

## 드라마CD
드라마CD 성우
- 야에가시 타이치 역 : 미즈시마 타카히로
- 나가세 이오리 역 : 토요사키 아키
- 이나바 히메코 역 : 사와시로 미유키
- 키리야마 유이 역 : 카네모토 히사코
- 아오키 요시후미 역 : 테라시마 타쿠마
- 우와 치히로 역 : 토요나가 토시유키
- 엔죠지 시노 역 : 토우야마 나오
- 후지시마 마이코 역 : 이토 시즈카
- 고토 류젠 역 : 후지와라 케이지

## 애니메이션
- 일본에서는 2012년 7월부터 9월까지 약 3개월 동안 TV를 통해 총 13편(인간 랜덤~과거 랜덤)이 방영되었다. 14화~17화(길 랜덤)는 나중에 특별 상연하였다.
- 대한민국에서는 2012년 11월 20일부터 약 3개월 동안 방영하였다.

### 제작진
원작 : 안다 사다나츠（패미통 문고/엔터 브레인 발행）
- 캐릭터 원안 : 시로미자카나
- 총감독 : 오오누마 신
- 감독 : 카와모 신야
- 시리즈 구성·각본 : 시모 후미히코
- 캐릭터 디자인 : 아카이 토시후미
- 색채설계 : 코바타 미유키
- 미술감독 : 마츠우라 타카히로
- 촬영감독 : 야마다 카즈히로
- 편집 : 요시타케 마사토
- 음악감독 : 카메야마 토시키
- 음악 : 미사와 야스히로
- 음악제작 : 스타 차일드 레코드
- 프로듀서 : 야마나카 타카히로、타카야마 마사코
- 애니메이션 프로듀서 : 카네코 하야토
- 애니메이션 제작 : SILVER LINK
- 제작 : 사립 야마보시 고등학교 문연부

### 각 화 정보
| 편        | 화수 | 제목(한국어)                            | 제목(일본어)                           | 콘티              | 연출              | 감독 | 총감독                                       |
| --------- | ---- | --------------------------------------- | -------------------------------------- | ----------------- | ----------------- | --- | -------------------------------------------- |
| 인간 랜덤 | #1   | 눈치 챘을 때는 이미 시작되었다는 이야기 | 気づいた時には始まっていたという話     | 카와모 신야       | 카와모 신야       | 노다 메구미, 오오시마 미와                                                                                    |                                              |
| 인간 랜덤 | #2   | 제법 재미있는 인간들                    | なかなか面白い人間達                   | 호소다 나오토     | 진보 마사토       | 타키하라 미키, 데노 요시노리 타카하시 카츠유키, 츠츠미야 노리코, 우지이에 요시히로                            | 와타나베 아사미, 노다 메구미                 |
| 인간 랜덤 | #3   | 죠바와 로부로                           | ジョバーとローブロー                   | 시마즈 히로유키   | 나가오카 치카     | 마츠시타 이쿠코, 이이지마 케이코, 키노시타 유우키                                                             | 와타나베 아사미 츠츠미야 노리코, 노다 메구미 |
| 인간 랜덤 | #4   | 두 개의 마음                            | 二つの想い                             | 하나후다 코난     | 후쿠다 쥰         | 사토 마리나, 타케모리 유카                                                                                    | 츠츠미야 노리코                              |
| 인간 랜덤 | #5   | 어느 고백, 그리고 죽음은……              | ある告白、そして死は……                 | 니헤이 유우이치   | 진보 마사토       | 혼다 타츠오, 하세가와 미치오, 카도 토모아키                                                                   |                                              |
| 상처 랜덤 | #6   | 눈치 챘을 때는 다시 시작되었다는 이야기 | 気づいた時にはまた始まっていたという話 | 마스다 토시히코   | 타마무라 히토시   | 사사키 무츠미, 야마요시 카즈유키 데노 요시노리, 타케모리 유카, 핫토리 켄지                                    |                                              |
| 상처 랜덤 | #7   | 뿔뿔히 흩어지다                         | バラバラと崩れる                       | 니시다 마사요시   | 히라타 유타카     | 와타나베 아사미                                                                                               |                                              |
| 상처 랜덤 | #8   | 그리고 아무도 없어졌다                  | そして誰もいなくなった                 | 카나사키 타카오미 | 야마구치 요리후사 | 츠츠미야 노리코, 혼다 타츠오 마루야마 슈지, 핫토리 켄지, 하세가와 미치오                                      |                                              |
| 상처 랜덤 | #9   | 멈추지 않아 멈추지 않아 멈추지 않아     | 止まらない止まらない止まらない         | 아베 노리유키     | 나가오카 치카     | 이이지마 케이코, 타키모토 쇼코, 키노시타 유우키                                                               |                                              |
| 상처 랜덤 | #10  | 그것을 말로 한다는 것                   | それを言葉にするということ             | 니헤이 유우이치   | 후쿠다 쥰         | 핫토리 켄지, 혼다 타츠오 타케모리 유카, 오오시마 미와                                                         |                                              |
| 과거 랜덤 | #11  | 주의를 주어 시작되었다는 이야기         | 気づきを与えられて始まったという話     | 사야마 키요코     | 타마무라 히토시   | 테라오 켄지, 야마요시 카즈유키, 마루야마 슈지 마츠우라 사토미, 하세가와 미치오 데노 요시노리, 타카하시 사토루 |                                              |
| 과거 랜덤 | #12  | 눈이 내리는 거리에                      | 雪降る街へ                             | 이시구로 쿄헤이   | 히라타 유타카     | 사사키 무츠미                                                                                                 |                                              |
| 과거 랜덤 | #13  | 이 다섯 명이 있다면                     | この五人がいれば                       | 시마즈 히로유키   | 야마구치 요리후사 | 노다 메구미, 야마요시 카즈유키 아라이 히로토시, 혼다 타츠오, 핫토리 켄지                                      |                                              |
| 길 랜덤   | #14  | 무너져가는 나날                         | 壊れてゆく 日々                        | 야마모토 히데요   | 타마무라 히토시   | 사토 마리나, 혼다 타츠오, 야마요시 카즈유키                                                                   |                                              |
| 길 랜덤   | #15  | 아무것도 보이지 않아 아무것도 알지 못해 | なにも見えてない なにもわかってない    | 쿠로가와 토모유키 | 나가오카 치카     | 노다 야스유키, 다키모토 쇼코                                                                                  |                                              |
| 길 랜덤   | #16  | 각오와 빙해                             | 覚悟と氷解                             | 카나사키 타카오미 | 쿠로가와 토모유키 | 츠츠미야 노리코                                                                                               |                                              |
| 길 랜덤   | #17  | 마음을 잡고                             | 心をつないで                           | 니헤이 유우이치   | 후쿠다 쥰         | 야마요시 카즈유키, 혼다 타츠오, 타케모리 유카, 아라이 히로토시                                                |                                              |

### 주제가
오프닝
- パラダイム
  - #1 ~ #5(인간 랜덤), #6 ~ #10(상처 랜덤)
  - 작사 - riya
  - 작곡 · 편곡 - 키쿠치 하지메
  - 노래 - eufonius

- キミリズム
  - #12 ~ #13(과거 랜덤), #15 ~ #17(길 랜덤)
  - 작사 - 우라
  - 작곡 · 편곡 - 미즈타니 히로미
  - 노래 - 이마이 마사키

- 11화와 14화는 오프닝이 없다.

엔딩
- ココロノカラ
  - #1 ~ #5(인간 랜덤)
  - 작사 · 작곡 - nyanyannya
  - 편곡 - Team.ねこかん[猫]
  - 노래 - Team.ねこかん[猫]
  - featuring - 아마오토 쥰카

- Cry out
  - #6 ~ #10(상처 랜덤)
  - 작사 · 작곡 - nyanyannya
  - 편곡 - Team.ねこかん[猫]
  - 노래 - Team.ねこかん[猫]
  - featuring - atsuko

- Salvage
  - #11 ~ #13(과거 랜덤)
  - 작사 · 작곡 - nyanyannya
  - 편곡 - Team.ねこかん[猫]
  - 노래 - Team.ねこかん[猫]
  - featuring - 카타키리 렛카

- I Scream Chocolatl
  - #14 ~ #17(길 랜덤)
  - 작사 - nyanyannya
  - 작곡 - sham
  - 편곡 - Team.ねこかん[猫]
  - 노래 - Team.ねこかん[猫]
  - featuring - Lia

## 블루레이·DVD
| 권 | 일본어 제목 (한국어)          | 발매일           | 수록              | 규격 번호  | 규격 번호 |
| 권 | 일본어 제목 (한국어)          | 발매일           | 수록              | BD         | DVD       |
| -- | ----------------------------- | ---------------- | ----------------- | ---------- | --------- |
| 1  | ヒトランダム 上 (인간랜덤 상) | 2012년 10월 24일 | 제 1화 - 제 2화   | KIXA-90207 | KIBA-1979 |
| 2  | ヒトランダム 下 (인간랜덤 하) | 2012년 11월 21일 | 제 3화 - 제 5화   | KIXA-90208 | KIBA-1980 |
| 3  | キズランダム 上 (상처랜덤 상) | 2012년 12월 26일 | 제 6화 - 제 7화   | KIXA-90209 | KIBA-1981 |
| 4  | キズランダム 下 (상처랜덤 하) | 2013년 1월 23일  | 제 8화 - 제 10화  | KIXA-90210 | KIBA-1982 |
| 5  | カコランダム (과거랜덤)       | 2013년 2월 27일  | 제 11화 - 제 13화 | KIXA-90211 | KIBA-1983 |
| 6  | ミチランダム 上 (길랜덤 상)   | 2013년 3월 27일  | 제 14화 - 제 15화 | KIXA-90212 | KIBA-1984 |
| 7  | ミチランダム 下 (길랜덤 하)   | 2013년 4월 24일  | 제 16화 - 제 17화 | KIXA-90213 | KIBA-1985 |

## 게임
소설의 1권에 해당하는 인간랜덤과 2권에 해당하는 상처랜덤 사이에 일어난 일을 게임으로 꾸민 것으로, 타이틀은 예지랜덤이다.